# Martin Fries (1898–1969)
Martin Fredrik Samuel Fries, född den 16 juni 1898 i Stockholm, död där den 26 december 1969, var en svensk skolman. Han var son till Samuel Fries och Anna Fries. 
Fries avlade studentexamen i Stockholm 1918, filosofie kandidatexamen i Uppsala 1921, teologie kandidatexamen 1925, filosofie licentiatexamen 1929 och disputerade för filosofie doktorsgrad 1935. Han var docent i praktisk filosofi vid Uppsala universitet 1936–1949 (tillförordnad professor 1938), lektor i Ystad 1943–1949 och i Lidingö 1949–1964. Fries vilar i sin familjegrav på Norra begravningsplatsen utanför Stockholm.